# تانغ مياو (لاعب كرة قدم)
تانغ مياو (بالصينية: 唐淼) هو لاعب كرة قدم صيني في مركز الوسط، ولد في 8 نوفمبر 1990 في آنهوي في الصين. لعب مع جيانغسو سونينغ.

## وصلات خارجية
- تانغ مياو (لاعب كرة قدم) على موقع قاعدة بيانات كرة القدم.إي يو (الإنجليزية)
- تانغ مياو (لاعب كرة قدم) على موقع Soccerway.com (الإنجليزية)